# John Doyle
John Joseph Doyle (San José, 16 marzo 1966) è un ex calciatore statunitense, di ruolo difensore.

## Palmarès

### Nazionale
- Gold Cup: 1

1991

### Individuale
- MLS Best XI: 1

1996